# Alone – Du kannst nicht entkommen
Alone – Du kannst nicht entkommen (Originaltitel Alone) ist ein US-amerikanischer Thriller von John Hyams aus dem Jahre 2020. Er handelt von einer jungen Frau, verkörpert von Jules Willcox, der während einer längeren Autofahrt von einem Unbekannten (Marc Menchaca) nachgestellt wird. Es handelt sich um eine Neuverfilmung des 2011 erschienenen schwedischen Films Night Hunt – Die Zeit des Jägers, dessen Handlung nun von Schweden in die Vereinigten Staaten verlegt worden ist. Das Drehbuch stammt von Mattias Olsson, der bereits Regisseur des Originals war. Seine Premiere erlebte Alone auf dem Fantasia Film Festival 2020.

## Handlung
Nach dem Selbstmord ihres Mannes beschließt Jessica, ohne ihre Eltern davon zu unterrichten, die Stadt Portland zu verlassen und nach Süden umzuziehen. Sie packt ihren Besitz in einen Anhänger und macht sich dann mit ihrem Volvo auf den Weg. Unterwegs nähert sie sich einem SUV, der auffällig langsam fährt. Sie ist es leid, ihm hinterherzufahren und nutzt die nächste Gelegenheit, ihn zu überholen. Als ihr ein Lastwagen entgegenkommt, will sie zurück auf ihre Fahrspur, doch der SUV-Fahrer beschleunigt und verhindert so den Wechsel. In letzter Sekunde gelingt es Jessica, die Gegenspur zu verlassen, wobei sie nur knapp einem schweren Unfall entgeht.
Am Ende des Tages übernachtet sie in einem Motel. Als sie am Morgen weiterfahren will, taucht plötzlich der Fahrer, ein unscheinbarer Mann im mittleren Alter, auf und entschuldigt sich für den gestrigen Vorfall. Er erkundigt sich noch, wohin sie fahren will, und entfernt sich dann wieder. Jessica ist der Mann allerdings unheimlich. Auf der weiteren Fahrt steht plötzlich der SUV vor ihr auf der Straße, der Fahrer hat seinen Arm in einer Schlinge. Er bittet Jessica, ihn bis zur nächsten Stadt mitzunehmen. Jessica traut ihm nicht und meint, sie werde bei der nächsten Ausfahrt Bescheid geben, damit man jemanden zu ihm schicke. Dann fährt sie schnell weg. An einer späteren Raststätte taucht der Wagen – nun wieder fahrtüchtig – erneut auf. Der Fahrer will mit ihr reden, doch Jessica fährt sogleich weiter.
Mitten in der Nacht hat die junge Frau dann eine Reifenpanne. Erneut taucht der Fremde im SUV auf und schlägt sie nieder. Als Jessica erwacht, befindet sie sich in einem Kellerraum eingesperrt. Sie weiß nicht, weshalb sie gefangen gehalten wird, der Fremde äußert ihr gegenüber nur, dass sie nicht die erste Person sei, mit der er dies mache. Durch Jessicas Mobiltelefon hat er erfahren, dass sie verheiratet war und zwingt Jessica nun, ihm zu sagen, was geschehen sei.
Jessica bemerkt, dass der Schlüssel der Tür im Schloss steckt. Mit Hilfe ihres Pullovers und eines Nagels, den sie aus einer Wand zieht, gelingt es ihr den Schlüssel aus dem Schloss fallen zu lassen, den sie dann an sich nimmt. Sie verlässt den Kellerraum und geht nach oben, muss sich aber verstecken, als ihr Entführer auftaucht. Sie kann hören, wie er mit seiner Frau und seiner kleinen Tochter telefoniert, wobei er hinsichtlich seines jetzigen Aufenthaltsorts lügt.
Bei der nächstbesten Gelegenheit läuft Jessica nach draußen und flieht in den Wald, in dem sich das Gebäude befindet. Ihr Entführer nimmt die Verfolgung auf. Dabei stolpert sie jedoch und verletzt sich den Fuß. Als ihr Verfolger sie schließlich eingeholt hat, springt sie, um ihm zu entkommen, in den nahegelegenen Fluss und lässt sich mit der Strömung forttreiben. Bei ihrer weiteren Flucht stößt sie auf einen bereits älteren Jäger namens Robert, den sie erst mit einem Stock angreift, weil sie ihn für ihren Verfolger hält, wobei Roberts Mobiltelefon beschädigt wird. Als sie ihm erzählt, was geschehen ist, nimmt er sie in seinem Wagen mit. Der Weg durch den Wald wird jedoch plötzlich durch einen Baumstamm blockiert. Ehe sie wenden können, taucht der SUV auf. Der Entführer behauptet nun, dass er der Bruder von Jessica sei und diese an Wahnvorstellungen leide, es sei nicht das erste Mal, dass sie fortgelaufen sei und merkwürdige Geschichten wie diese erfunden habe. Der Jäger ist unsicher, wem er glauben soll, lässt den Mann aber nicht an Jessica heran. Er ist geneigt, dem Fremden zu glauben, erbittet sich aber dessen Telefon, um bei der Polizei anrufen zu können. Der Fremde nutzt die kurze Unaufmerksamkeit des Jägers und tötet ihn, um dann auch noch sein Gewehr an sich zu nehmen.
Bei der weiteren Verfolgung kommt er Jessica, die er zwischenzeitlich angeschossen hat, sehr nahe, es gelingt der jungen Frau jedoch, sich zu verstecken. Der Entführer legt die geladene Waffe ab und meint, dass Jessica sie sich holen solle, wenn sie mutig sei. Er versucht sie zu manipulieren, indem er auf ihren verstorbenen Mann anspielt und diesen als Feigling bezeichnet, Jessica solle zeigen, dass sie selbst nicht genauso ist. Sie bleibt jedoch in ihrem Versteck und geht nicht darauf ein. Etwas später beobachtet Jessica, wie ihr Verfolger die Leiche des Jägers in einer Grube verscharrt. Während er damit beschäftigt ist, schleicht sie sich zu seinem SUV und durchsucht ihn, wobei sie sein Mobiltelefon findet. Als ihr Verfolger zu seinem Wagen zurückkehrt, hat Jessica keine Zeit mehr, das Gefährt zu verlassen und klettert über den Rücksitz in den Kofferraum, wo sie sich versteckt hält, während der Wagen sich in Bewegung setzt.
Als der Fahrer bemerkt, dass sein Telefon nicht mehr da ist, handelt Jessica rasch und greift ihn während der Fahrt mit einem im Kofferraum gefundenen Radmutternschlüssel an. Sie kann ihm sein Messer entwenden und ihm damit in den Oberschenkel stechen. Der Wagen kommt schließlich von der Fahrbahn ab und überschlägt sich. Jessica klettert heraus und flieht weiter, wobei sie auf eine größere Lichtung gelangt. Mit dem Mobiltelefon ruft Jessica nun die Familie ihres Entführers an und berichtet, was sie weiß. Als ihr Entführer sich ihr nähert, meint sie zu dessen Frau, sie könne gerne selbst mit ihrem Mann reden, und wirft ihm das Telefon hin. Der Fremde geht jedoch nicht darauf ein, sondern greift Jessica an. Im anschließenden Kampf unterliegt er der jungen Frau aber schließlich. Als er tot ist, lässt sich Jessica erschöpft zu Boden sinken und sieht, wie sich ein Helikopter dem Ort nähert.

## Produktion

### Dreharbeiten, Produktionsnotizen
Gedreht wurde in Portland in Oregon in den Vereinigten Staaten (St. John’s Bridge). Produziert wurde der Film von Paperclip Limited, Mill House Motion Pictures und XYZfilms.
Dem Film stand ein geschätztes Budget von 750.000 US-Dollar zur Verfügung.

### Veröffentlichung
Am 1. März 2020 war Alone einer der Beiträge auf dem Mammoth Film Festival in den Vereinigten Staaten. Am 9. September 2020 wurde er erstmals in Südkorea veröffentlicht. In Kanada und in den Vereinigten Staaten kam er am 18. September 2020 in die Kinos. In Deutschland wurde der Film erstmals am 17. September 2020 auf dem Internationalen Film Festival in Oldenburg vorgestellt. In Deutschland wurde der Film unter dem Titel Alone veröffentlicht und später unter dem neuen Titel Alone – Du kannst nicht entkommen.
Veröffentlicht wurde der Film auch in den Niederlanden, in Portugal, im Vereinigten Königreich, in der Türkei, in Italien, Australien, Spanien, in den Vereinigten Arabischen Emiraten, in Frankreich, Spanien, Singapur, Japan, Polen, Indien, Brasilien, Ägypten, im Libanon, in Taiwan, Neuseeland und in Schweden. Veröffentlicht wurde der Film zudem in Ecuador, Griechenland, Indonesien, Israel, Mexiko, auf den Philippinen, in Russland, Serbien Südafrika und in Thailand.

## Rezeption

### Kritik
Jan Ott bezeichnete im Online-Magazin 100 Years of Terror den Film als „eine spannungsgeladene Treibjagd abseits der Zivilisation“. Regisseur Hyams „führt auf inszenatorisch hohem Niveau durch die in fünf Kapitel unterteilte Geschichte, die mit einer Fülle an spannungsgeladenen Stimmungsbildern für fesselnde Adrenalinschübe sorgt.“ Dabei setze der Film „keinesfalls auf ereignisloses Umherlaufen, das im Genre viel zu oft als Spannungskiller Einzug findet“, vielmehr werde die Umwelt geschickt eingesetzt. Die Handlung wirke dabei zielstrebig, enthalte aber keine unerwarteten Wendungen, stattdessen werde auf die Darstellung der beiden starken Charaktere gesetzt. Insgesamt handle es sich um „schnörkelloses Thriller-Kino, das zwar auf große Überraschungen verzichtet, dafür aber durchgängig Action und Spannung verspricht.“
Mick Weichel gab auf der Seite Thrill & Kill dem Film 8 von 10 Punkten. Er bezeichnete die Handlung als „simpel“, „reduziert“, „nicht mal neuartig“, aber als „spannend und weitestgehend glaubwürdig.“ Damit würde seines Erachtens ein positiver Gegenpol zu in den letzten Jahren verstärkt auftretenden Filmen wie etwa The Perfection, Becky oder Red Dot, in denen die Figuren selbst im Rahmen eines Unterhaltungsfilms Dinge tun, die keinen wirklichen Sinn ergeben. Lediglich das Ende, wo sich die verletzte Protagonistin dem ihr überlegenen Verfolger stellt, sei unglaubwürdig. Parallelen fänden sich bei der Flucht durch den Wald zu Eden Lake und King of the Hill, ohne dass man aber von einem Abklatsch dieser Filme sprechen könne. Der Film arbeite damit, dass vieles nur angedeutet wird und der Zuschauer daraus seine eigene Schlüsse ziehen müsse – so bleibe etwa unklar, was genau der Unbekannte mit der Protagonistin vorhabe. Insgesamt, so Weichsels Urteil, sei Alone ein „nachvollziehbarer, wendungsreicher und spannender Streifen“.
Auf der Seite film-rezensionen.de gab Oliver Armknecht dem Film 7 von 10 Punkten. Es sei eine wendungsreiche Geschichte ohne Spezialeffekte oder mit ungewöhnlichen Schicksalen versehenen Figuren gelungen. Damit sei das zugrunde liegende Konzept „ausgesprochen einfach und minimalistisch“. Hyams als Regisseur verfolge eine „eher nüchterne Inszenierung“, die darauf verzichte, durch reißerische Inszenierung oder manipulative Musik Spannung zu erzeugen. Armknecht sieht Anknüpfungspunkte an verschiedene Filme, zu Beginn dränge sich vor allem der Vergleich mit Duell (1971) auf. Insgesamt sei es „ein zwar nicht origineller oder komplexer Survivalthriller, der aber ordentlich Spannung aus der Geschichte herausholt“, vor allem die Darsteller seien überzeugend.

### Erfolg
Der Film konnte in den USA und in Kanada einen Bruttoertrag von 537.589 US-Dollar erwirtschaften, der weltweite Bruttoertrag lag bei 642.502 US-Dollar.